# Флаги Курганской области
Список флагов муниципальных образований Курганской области Российской Федерации.
На 1 января 2021 года в Курганской области насчитывалось 347 муниципальных образований — 2 городских округа, 3 муниципальных округа 21 муниципальный район, 10 городских и 310 сельских поселений.

## Флаги городских округов
| Флаг | Наименование                                     | Дата утверждения | Номер в ГГР |
| ---- | ------------------------------------------------ | ---------------- | ----------- |
|      | Флаг муниципального образования города Кургана   | 18 июля 2001     | 849         |
|      | Флаг муниципального образования — город Шадринск | 17 июня 1999     | 502         |

## Флаги муниципальных округов
| Флаг | Наименование                             | Дата утверждения | Номер в ГГР |
| ---- | ---------------------------------------- | ---------------- | ----------- |
|      | Флаг Макушинского муниципального округа  | 15 марта 2019    | 12274       |
|      | Флаг Лебяжьевского муниципального округа | 16 марта 2012    | 7771        |

| Флаг | Наименование                            | Дата утверждения | Номер в ГГР |
| ---- | --------------------------------------- | ---------------- | ----------- |
|      | Флаг Шумихинского муниципального округа | 17 октября 2013  | 8641        |

## Флаги муниципальных районов
| Флаг | Наименование                                             | Дата утверждения | Номер в ГГР |
| ---- | -------------------------------------------------------- | ---------------- | ----------- |
|      | Флаг муниципального образования Альменевский район       | 24 августа 2007  | 3529        |
|      | Флаг муниципального образования Белозерский район        | 22 мая 2020      | 13139       |
|      | Флаг муниципального образования Варгашинского района     | 28 мая 2009      | 5713        |
|      | Флаг муниципального образования Далматовский район       | 8 июня 2004      | 1694        |
|      | Флаг муниципального образования Звериноголовского района | 26 ноября 2009   | 5861        |
|      | Флаг муниципального образования Каргапольский район      | 30 декабря 2008  | 4716        |
|      | Флаг муниципального образования Катайского района        | 18 июня 2013     | 8467        |
|      | Флаг муниципального образования Кетовского района        | 25 августа 2010  | не внесён   |
|      | Флаг муниципального образования Куртамышского района     | 16 июля 2009     | 5621        |
|      | Флаг муниципального образования Мишкинского района       | 15 июня 2010     | 6343        |

| Флаг | Наименование                                          | Дата утверждения | Номер в ГГР |
| ---- | ----------------------------------------------------- | ---------------- | ----------- |
|      | Флаг муниципального образования Мокроусовского района | 30 января 2009   | 4667        |
|      | Флаг муниципального образования Петуховского района   | 30 августа 2019  | 12558       |
|      | Флаг муниципального образования Половинского района   | 27 ноября 2014   | 9933        |
|      | Флаг муниципального образования Сафакулевского района | 12 февраля 2009  | 12894       |
|      | Флаг муниципального образования Целинного района      | 16 марта 2016    | 10927       |
|      | Флаг муниципального образования Шадринского района    | 25 декабря 2003  | 1303        |
|      | Флаг муниципального образования Шатровского района    | 13 февраля 2013  | 8337        |
|      | Флаг муниципального образования Щучанского района     | 12 ноября 2009   | 5623        |
|      | Флаг муниципального образования Юргамышского района   | 20 февраля 2014  | 9218        |

## Флаги городских поселений
| Флаг | Наименование                                                          | Дата утверждения | Номер в ГГР |
| ---- | --------------------------------------------------------------------- | ---------------- | ----------- |
|      | Флаг муниципального образования города Далматово Далматовского района | 2006             | 2817        |
|      | Флаг муниципального образования город Куртамыш Куртамышского района   | 29 марта 2007    | 3276?       |

| Флаг | Наименование                                                     | Дата утверждения | Номер в ГГР |
| ---- | ---------------------------------------------------------------- | ---------------- | ----------- |
|      | Флаг муниципального образования город Шумиха Шумихинского района | 8 декабря 2005   | 2182        |
|      | Флаг муниципального образования города Щучье Щучанского района   | 31 октября 2013  | 9099        |

## Флаги сельских поселений
| Флаг | Наименование                                                                  | Дата утверждения | Номер в ГГР |
| ---- | ----------------------------------------------------------------------------- | ---------------- | ----------- |
|      | Флаг муниципального образования Частоозерский сельсовет Частоозерского района | 14 декабря 2017  | 11766       |

## Упразднённые флаги
| Флаг | Наименование                                          | Дата утверждения | Дата отмены      |
| ---- | ----------------------------------------------------- | ---------------- | ---------------- |
|      | Флаг муниципального образования Мокроусовского района | 19 мая 2008      | 30 сентября 2008 |
|      | Флаг муниципального образования Мокроусовского района | 30 сентября 2008 | 30 января 2009   |
|      | Флаг муниципального образования Целинного района      | 10 сентября 2015 | 16 марта 2016    |

| Флаг | Наименование                                                   | Дата утверждения | Дата отмены     |
| ---- | -------------------------------------------------------------- | ---------------- | --------------- |
|      | Флаг муниципального образования Шумихинского района            | 16 декабря 2008  | 17 октября 2013 |
|      | Флаг муниципального образования города Щучье Щучанского района | 21 декабря 2012  | 31 октября 2013 |